# Offshore-Windpark Nobelwind
Nobelwind, auch als Belwind 2 oder Bligh Bank Phase II bekannt, ist ein Offshore-Windpark in der belgischen ausschließlichen Wirtschaftszone in der südlichen Nordsee. Der Windpark stellt eine Ergänzung des Offshore-Windparks Belwind dar, der auch als Bligh Bank Phase I bezeichnet wird.

## Lage
Der Windpark befindet sich 47 Kilometer vor der belgischen Küste auf einer Fläche von etwa 20 km². Die Wassertiefe beträgt dort 26 bis 38 m (im Durchschnitt 33 m). Die durchschnittliche Windgeschwindigkeit beträgt hier in einer Höhe von 90 m 9,3 m/s.

## Bau
Im März 2016 wurde mit der Gründung der Fundamente begonnen. Am 22. September 2016 wurde die Montage der Fundamente abgeschlossen. Ende Oktober 2016 wurde mit der Installation der Windenergieanlagen begonnen. Ab Januar 2017 wurde der erste Strom im Windpark gewonnen. Am 3. April 2017 wurde die letzte Turbine vom Errichterschiff Jan De Nul installiert. Im Mai 2017 wurde der Park offiziell eröffnet.

## Technik
Die 50 Windenergieanlagen vom Typ Vestas V112-3.3 MW haben insgesamt eine installierte Leistung von 165 MW. Die gewonnene elektrische Energie wird über das Seekabel des benachbarten Offshore-Windparks Northwind transportiert, das über eine Spannung von 220 kV verfügt.

## Betrieb
Sein prognostiziertes Regelarbeitsvermögen liegt bei 679 GWh – nach anderen Angaben 651 GWh – pro Jahr. Damit soll der Windpark rechnerisch 88.000 belgische Haushalte mit Strom versorgen.
An der Umspannplattform wird eine Ladestation für Schiffe getestet. Der Strom aus dem Windpark kann Crew Transfer Vessels mit einer Ladeleistung von bis zu 2 MW und größere Wartungsschiffe mit einer Ladeleistung von bis zu 8 MW versorgen.